# Antiphón (költő)
Antiphón (Ἀντιφῶν, latinosan: Antiphon) (i. e. 3. század) görög költő
Életéről keveset tudunk. Tragikus költő volt, előbb Athénben, később Dionüsziosz türannosz udvarában élt és működött, akit állítólag segített tragédiái megírásában, ám később túlzott szókimondása miatt az uralkodó megölette. Néhány jelentéktelen töredéke maradt csupán fenn.